# Peter Schreier

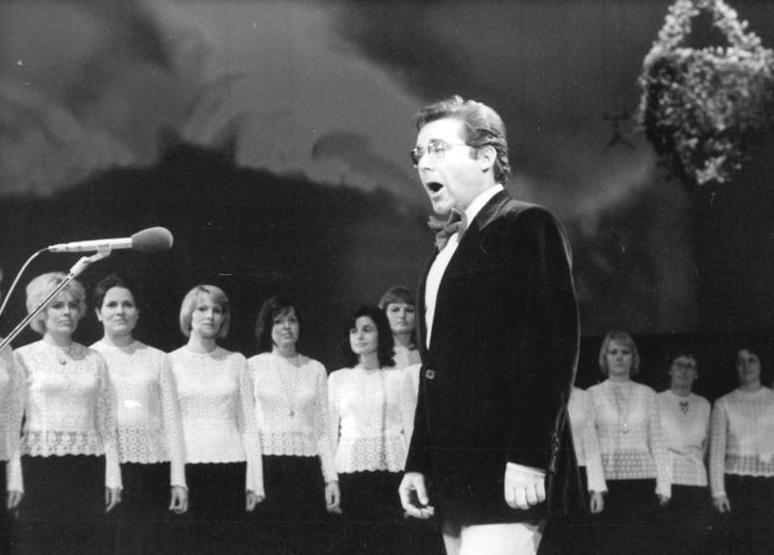
Peter Schreier cantando em recital de gala na inauguração do Palácio da República de Berlim.

Peter Schreier (Meissen, 29 de julho de 1935 — Dresden, 25 de dezembro de 2019) foi um tenor,  maestro e professor alemão.

## Biografia
Filho de um mestre-de-capela e organista, iniciou seus estudos em 1945 como menino cantor no Dresden Kreuzchor, e aperfeiçoou-se na Musikhochschule e na escola da Ópera de Dresden. Estreou em Dresden em 1961 cantando o papel do Primeiro Prisioneiro na ópera Fidelio de Beethoven, mas começou a chamar atenção internacional em 1962 através de sua aparição como Belmonte na ópera O Rapto do Serralho de Mozart, e pouco depois já se apresentava nos prestigiados festivais de Salzburgo, Milão e Bayreuth, onde ao longo de sua carreira faria um grande número de novas aparições. Encarnou mais de 60 personagens operísticos, trabalhando com as principais orquestras e maestros de sua geração e cantando nos principais palcos do mundo.
Cultivou um repertório amplo, que ia do Barroco à contemporaneidade, mas ganhou fama internacional como um dos principais tenores líricos interpretando principalmente obras de Bach (cantatas, paixões e oratórios) e Mozart, especialmente nos papéis operísticos de Belmonte, Idamante (Idomeneo), Ferrando (Così fan tutte), Tito (La clemenza di Tito) e Tamino (A flauta mágica), além de tornar-se um dos principais cantores de lieder de sua geração, gravando mais de uma vez os principais ciclos de Schubert e Schumann, pelos quais foi premiado, além de outros compositores como Wolf e Brahms. Parou de cantar em público em 2005, mas prosseguiu dando aulas.
Sua carreira de maestro iniciou em 1970 conduzindo a Paixão segundo São Mateus de Bach com a Capela Estatal de Berlim, e depois conduziu a Capela Estatal de Dresden e orquestras como as filarmônicas de Viena e Nova Iorque, geralmente com obras de Mozart e Haydn.

## Premiações
Recebeu numerosas premiações por gravações específicas e pelo conjunto de sua obra artística.
- 1967: Prêmio Nacional (Nationalpreis, República da Alemanha).
- 1969: Prêmio Robert Schumann (Cidade de Zwickau).
- 1971: Ordem do Mérito Patriótico (Vaterländischer Verdienstorden, República da Alemanha).
- 1972: Prêmio Händel (Cidade de Saale).
- 1972: Prêmio Nacional (República da Alemanha).
- 1980: Cantor da Câmara (Kammersänger, República da Áustria).
- 1082: Cantor da Câmara (Kammersänger, Estado da Baviera).
- 1984: Ordem do Mérito Patriótico (República da Alemanha).
- 1986: Prêmio Nacional (República da Alemanha).
- 1986: Membro honorário da Sociedade dos Amigos da Música de Viena.
- 1988: Prêmio Ernst von Siemens.
- 1988: Prêmio de Música Léonie Sonning.
- 1989: Grande Estrela da Amizade entre as Nações (Großer Stern der Völkerfreundschaft, República da Alemanha).
- 1993: Ordem do Mérito da República Federal da Alemanha.
- 1994: Prêmio Georg Philipp Telemann.
- 1996: Cidadão Honorário (Cidade de Meissen)
- 2000: Prêmio Europeu da Música Sacra (Preis der Europäischen Kirchenmusik).
- 2000: Membro honorário da Sociedade para a Promoção de Jovens Artistas de Palco BühnenReif em Berlim.
- 2000: Membro Honorário da Ópera Estatal Unter den Linden de Berlim.
- 2009: Prêmio Bach (Royal Academy of Music).
- 2011: Prêmio Internacional Mendelssohn (Cidade de Leipzig).
- 2011: Medalha Hugo Wolf.
- 2013: Medalha Bach (Cidade de Leipzig).
- 2016: Ordem do Mérito Patriótico (Sächsischer Verdienstorden, Estado da Saxônia).
- 2016: Prêmio de Arte (Cidade de Dresden).